# Nanook (musikgrupp)
Nanook är ett grönländskt band från Nuuk. 
Då Christian K. Elsner var liten i Nanortalik i södra Grönland påträffade han en hund som hette Nanook på grund av sin vita päls. När bröderna Elsner i vuxen ålder startade ett band fick det heta Nanook - den största björnen. De valde också namnet eftersom de förtjusades av isbjörnen, som överlever extrema förhållanden, men som också är utrotningshotad. Genom att kalla sig Nanook har bandet hoppats kunna upplysa isbjörnarnas kritiska situation.
När bandet år 2009 släppte sitt debutalbum "Seqinitta Qinngorpaatit" ("Vårsolen skiner på dig"), blev de snabbt ett av de mest kända banden i Grönland, och inräknat deras album "Ai Ai" ("Lyckoljudet") från 2011, har bandet snart sålt 10 000 album, trots att låttexterna är på grönländska, som bara drygt 50 000 människor talar.